# Ng Kwai Shan
Ng Kwai Shan (chinesisch 五桂山, Pinyin Wǔguì Shān, Jyutping Ng5gwai3 Saan1 – „Fünf-Kassien-Berg“) oder Black Hill ist ein Berg im Distrikt Sai Kung von Hongkong. Er liegt zwischen den Ortsteil Lam Tin und Tiu Keng Leng.

## Etymologie
Die chinesische Bezeichnung des Bergs (五桂山, kantonesisch Ng Kwai Shan) stammt ursprünglich aus der Qing-Zeit (1616–1912) als es damals auf dem Berg sich fünf chinesische Piraten niederließen und die Gegend unsicher machte. Einer Legende nach soll früher auf dem Berg gespukt haben. Der heutige chinesische Name des Bergs ist praktisch homophon zum ursprünglichen historischen Namen Ng Kwai Shan (五鬼山 – „Fünf-Teufel-Berg, Fünf-Geister-Berg“) zur Kaiserzeit der Qing. Die englische Bezeichnung des Bergs ist benannt nach einem Administrator der ehemaligen Kronkolonie Major General Wilsone Black, einem Offizier der British Army im 19. Jahrhundert.

## Geographie
Der Ng Kwai Shan (Black Hill) ⊙ gehört zur Hügelkette von Mau Wu Shan (217 m, 茅湖山) und Chiu Keng Wan Shan, welche sich in der Landzunge fortsetzt, auf der sich der Devil’s Peak den Lei-Yue-Mun-Kanal überblickt. Er hat mehrere Gipfel und die gesamte Hügelformation wird von Einheimischen auch gern als Little Pat Sin-Hügelkette (小八仙) bezeichnet. Der höchste Gipel des Ng Kwai Shans (Black Hill) erhebt sich bis auf 304 m Höhe. Der zur Naherholung der Anwohner angelegte Lam Tin Park und Teile der sozialen Hochhaussiedlung Lam Tin (englisch Lam Tin Estate) im Süden sind auf den Ausläufern des Berges errichtet. Die Gegend von Ng Kwai Shan ist außerdem ein beliebter Freizeitort für Enthusiasten der Airsoft-Geländespiele. Unter dem Ng Kwai Shan verlaufen die U-Bahn-Tunnel der Hongkonger MTR-Linie Tseung Kwan O Line sowie die beiden Straßentunnel Tseung Kwan O Tunnel (Route 7) und der neue noch im Bau befindliche Tseung Kwan O–Lam Tin Tunnel (Route 6) als direkte Straßenanbindung von Sai Kung mit der Innenstadt von Kowloon. (Stand 2021)

## Wandern
Ein Teil des Wilson Trail (Section 3) verläuft über den Bergkamm des Ng Kwai Shans (Black Hill). Der Wanderweg ist nur für geübte Bergsteiger geeignet. Ein Aufstieg ist von Ma Yau Tong, Tiu Keng Leng oder Lam Tin aus möglich.

Aussichten auf dem Ng Kwai Shan – Black Hill – 五桂山
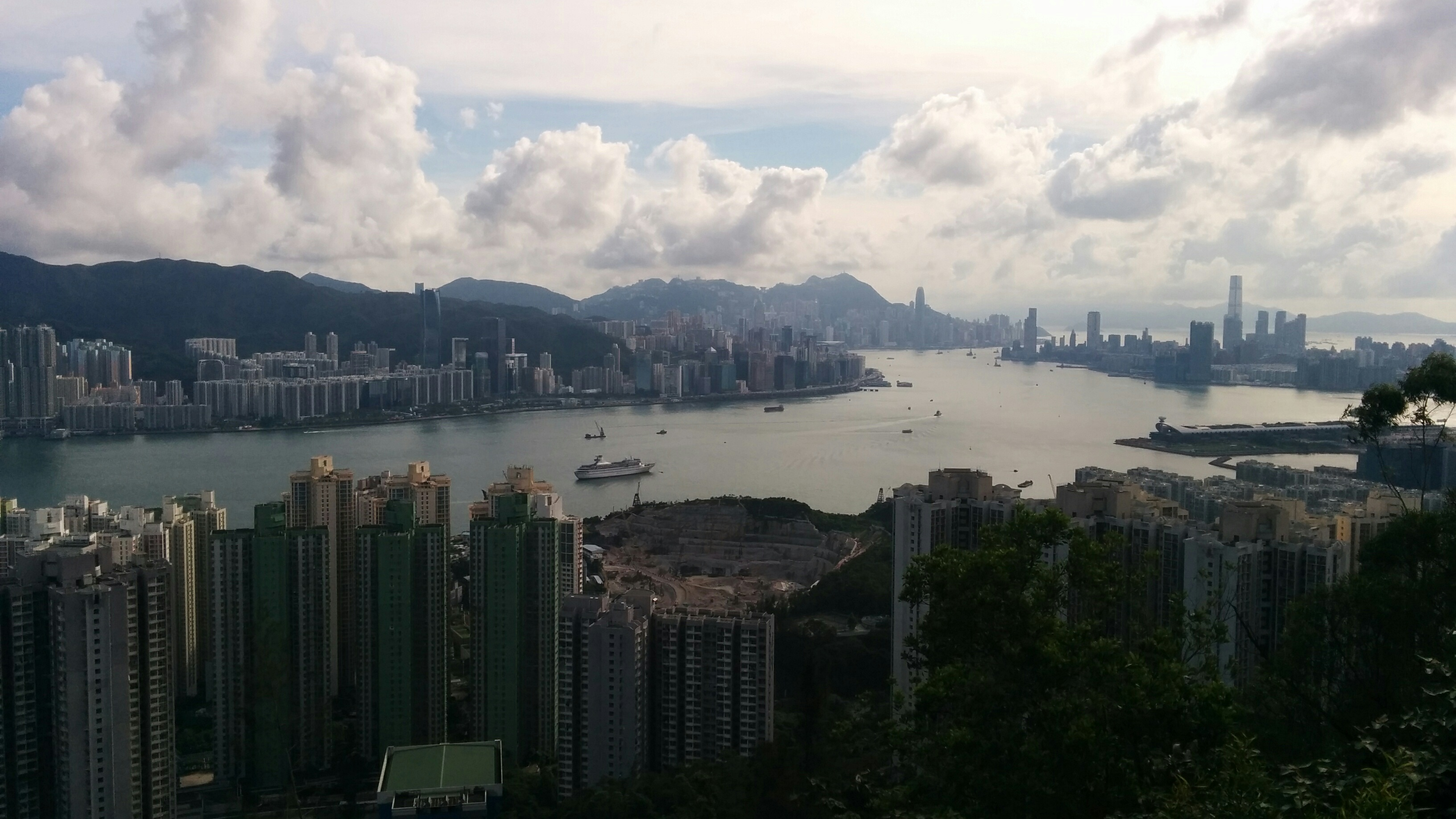
Blick vom Black Hill auf Lam Tin und Lei Yue Mun-Kanal, 2019
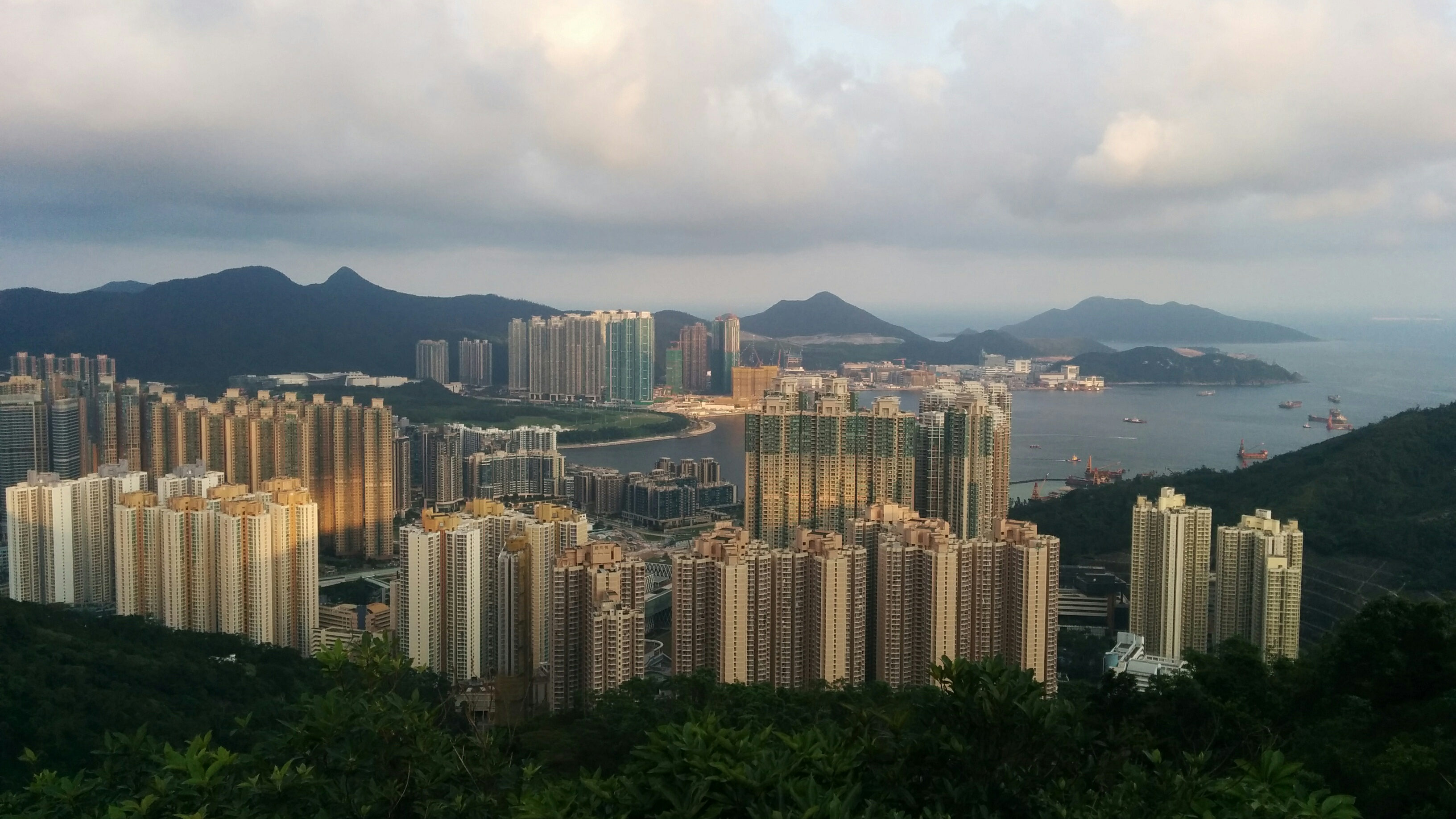
Blick vom Black Hill auf Tseung Kwan O in Sai Kung, 2019
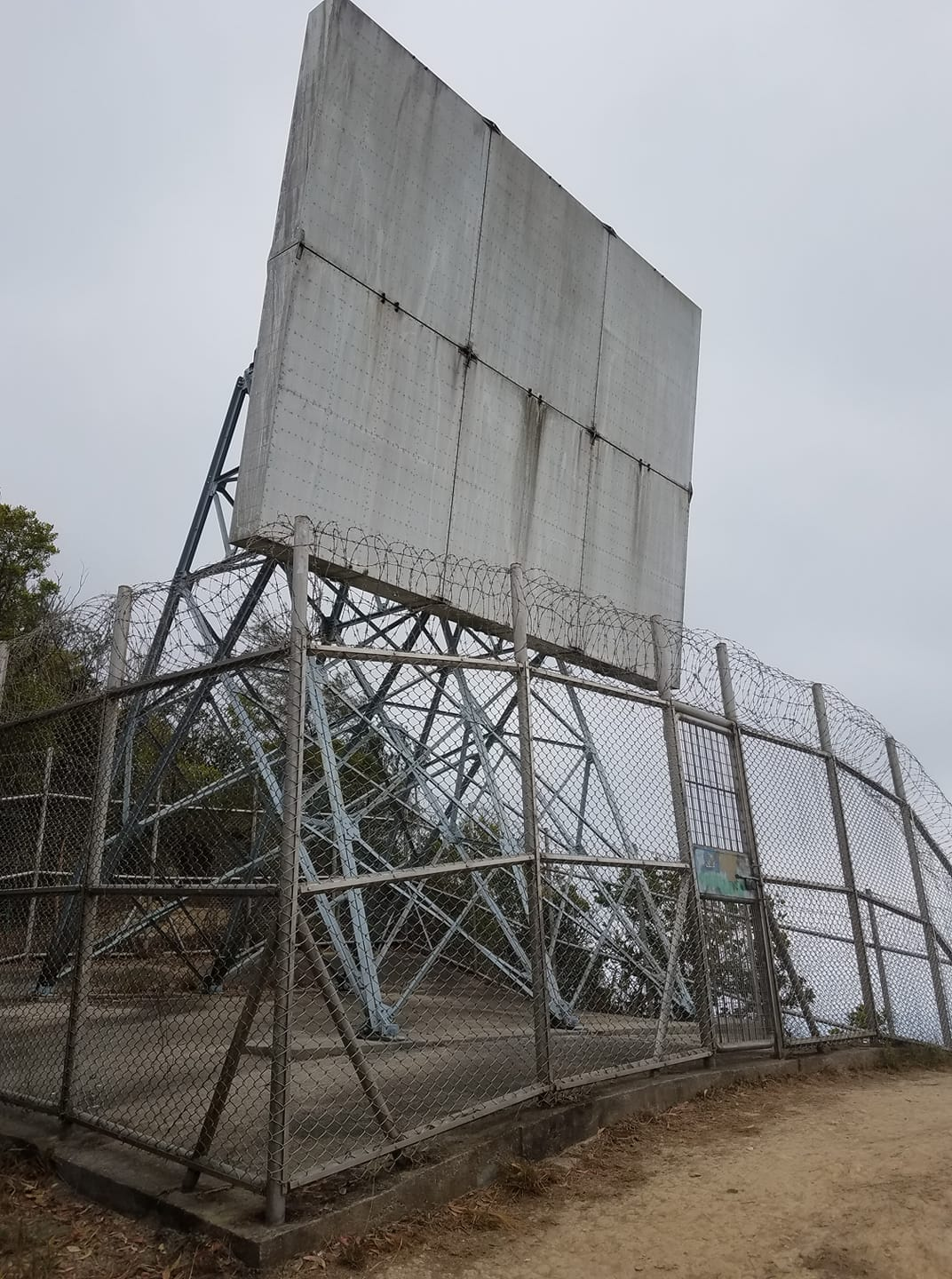
Richtfunkanlage, 2021
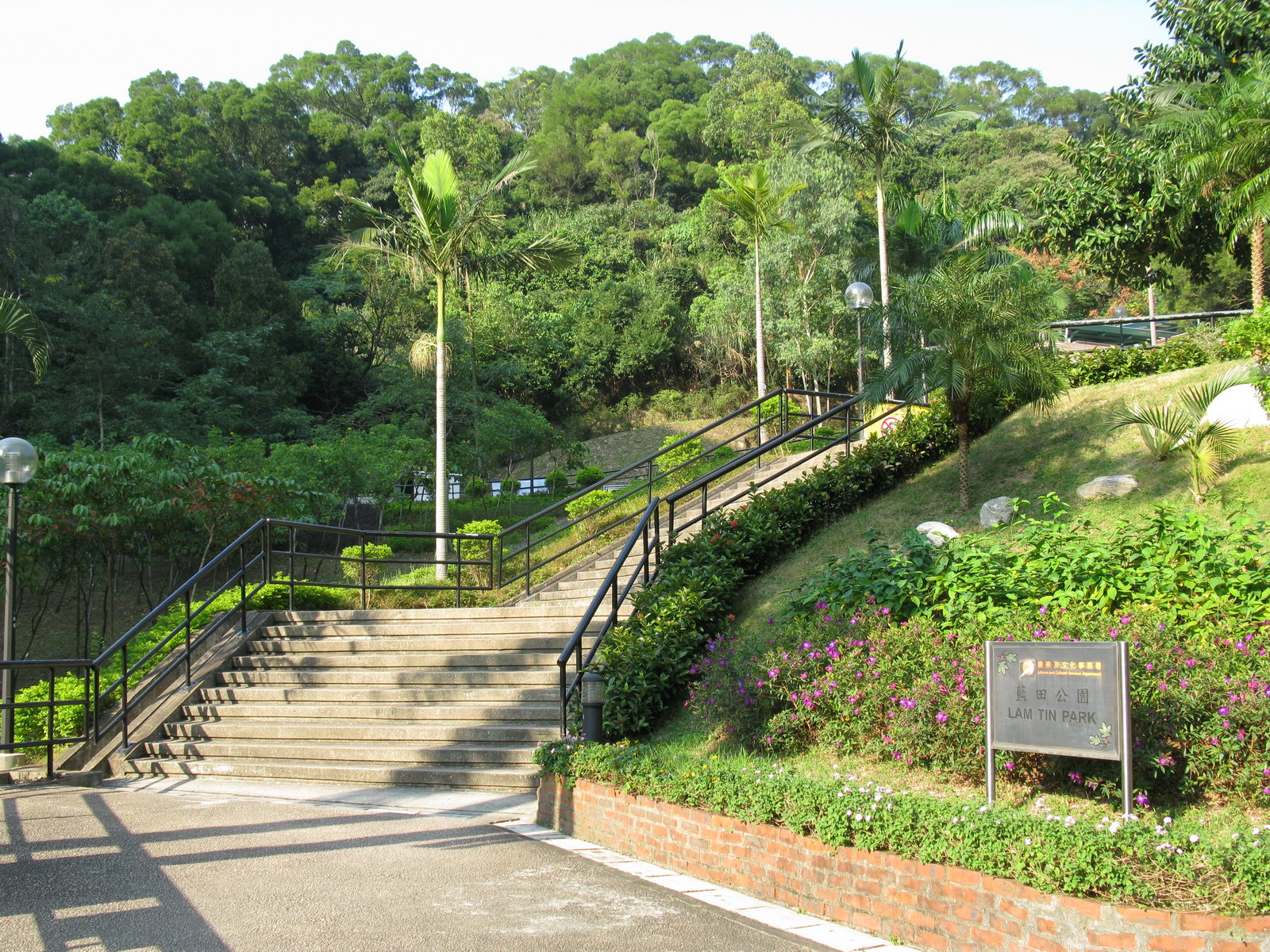
Lam Tin Park[12] – am Bergfuß, 2007

## Trivia
In den 1970er-Jahren entdeckte ein über 60 Jahre alter Mann, der in der Nähe des Ng Kwai Shans wohnte, beim alltäglichen Spaziergang auf dem Berg Spuren eines alten daoistischen Tempels und entschloss sich, aus eigener Antrieb, sogenannte Tempelwächter (siehe beispielsweise Lokapala aus dem Buddhismus) in der Nähe der Tempelruine aufzustellen, da dies in der traditionellen Glaube der Volksreligion die Verehrung von Volkshelden der chinesischen Geschichte und Mythologie üblich war. Er stelle einige Bodhisattva auf sowie ein paar selbstgemachte Skulpturen der Figuren und historische Helden aus der Zeit der Streitenden Reiche oder der Reise in den Westen her, die mit der Zeit immer mehr wurden. Bis zu seinem Tod kümmerte dieser Mann eigenständig, soweit es seiner Gesundheit erlaubt, um diesen Ort. Der Ort wurde sowohl in einem Reisehandbuch der japanischen Schriftstellerin und Künstlerin Haruhiko Kaneko (jap. 金子晴彥) als auch in der regierungseigene Wanderroutenbeschreibung des Agriculture, Fisheries and Conservation Department (漁農自然護理署) als Pilgerort und Wanderweg erwähnt. Trotz Proteste seitens der Anwohner und einigen Hongkonger Bürger entschloss sich 2017 das Hongkonger Lands Department (地政總署) den Ort nach jahrzehntelanger Duldung (über 30 Jahre) samt seinen Figuren, Skulpturen und die nicht registrierte bauliche Anlage aufgrund rechtliche Verstöße zu räumen und den „Urzustand wiederherzustellen“.